# Panrusgáz
A Panrusgáz Zrt. egy magyar gázkereskedelmi vállalat, amely az Orosz Gazpromtól vásárol természetes földgázt. A vállalat 2006-ban összesen 8,8 milliárd köbméter gázt adott el Magyarországnak. A Heti Világgazdaság TOP-500 Magyar vállalati rangsorolásának a 4.-ik helyezettje lett 2008-ban, 781 milliárd forintos bevétellel.
A vállalat tulajdonosai a Gazprom, az E.ON és a Centrex Hungária Zrt.. A cég 1994-ben a Gazprom és a MOL közös vállalataként jött létre. 2006 januárjában a MOL részvényeit a német E.ON vásárolta fel.